# Live in Atlanta
Live in Atlanta — пятый по счету официальный DVD американской группы Destiny's Child, издан в 2006 году.
- 15 июля 2005r. — Philips Arena, Атланта, Джорджия

## Содержание
01. «Say My Name» — 2:38

02. «Independent Women Part I» — 3:01

03. «No, No, No Part 2» — 1:38

04. «Bug A Boo» — 2:12

05. «Bills, Bills, Bills» — 1:32

06. «Bootylicious» — 1:05

07. «Jumpin' Jumpin'» — 1:21 («Soldier» Dance Interlude) — 4:31

08. «Soldier» — 5:09 (Dancer Break) — 1:40

09. «Dilemma» (Kelly Rowland Solo) — 4:56

10. «Do You Know» (Мишель Уильямс Solo) — 5:26

11. «Baby Boy» (Beyoncé Solo) — 5:38

12. «Naughty Girl» (Beyoncé Solo) — 2:32 (Band Introduction) — 2:36

13. «Cater 2 U» — 10:05 (Costume Change) 

14. «Girl» — 5:15

15. «Free» — 3:40

16. «If» — 1:29

17. «Through With Love» (featuring The Choir) — 3:41

18. «Bad Habit» (Kelly Rowland Solo) — 3:08 (Dancer Ballet Break) — 1:18

19. «Dangerously in Love 2» (Beyoncé Solo) — 6:47

20. «Crazy in Love» (Beyoncé Solo) — 4:12 (Salsa Dance Break) — 2:03

21. «Survivor» — 6:45 (Costume Change) 

22. «Lose My Breath»/Credits (Independent Women) — 11:37